# Pseudotessellarctia ursina
Pseudotessellarctia ursina là một loài bướm đêm thuộc phân họ Arctiinae, họ Erebidae.